# Weinburg
Weinburg osztrák község Alsó-Ausztria St. Pölten-i járásában. 2024 januárjában 1399 lakosa volt. 

## Elhelyezkedése

Weinburg a Sankt Pölten-i járásban

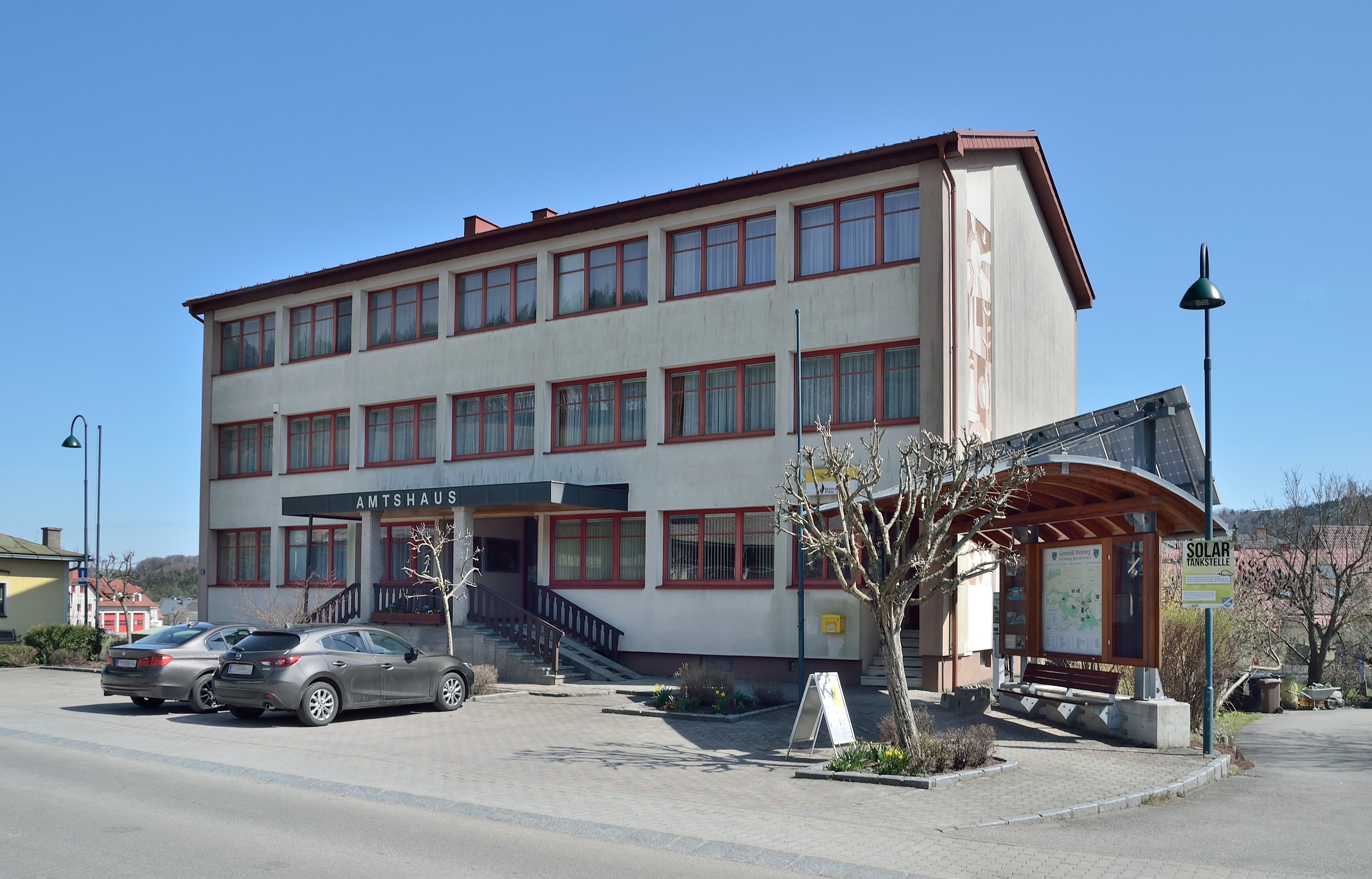
A községháza

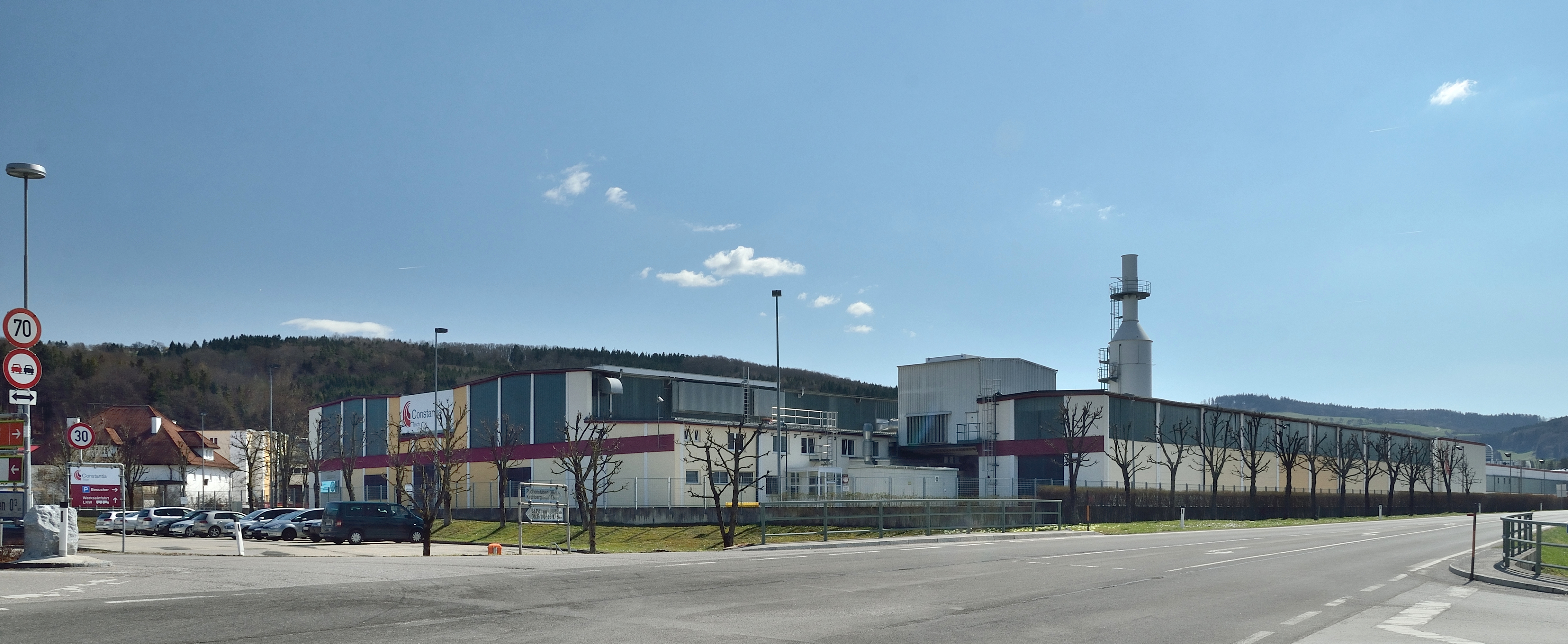
A Constantia Teich üzeme

Weinburg a tartomány Mostviertel régiójában fekszik a Türnitzi-Alpokban, a Pielach folyó mentén. Területének 33,4%-a erdő, 54,1% áll mezőgazdasági művelés alatt. Az önkormányzat 11 települést egyesít: Dietmannsdorf (287 lakos 2024-ben), Eck (38), Edlitz (43), Engelsdorf (15), Grub (11), Klangen (70), Luberg (18), Mühlhofen (21), Oed (30),  Waasen (81) és Weinburg (785).
A környező önkormányzatok: északra Ober-Grafendorf, keletre Wilhelmsburg, délre Hofstetten-Grünau, nyugatra Bischofstetten.

## Története
Weinburgot (ekkor még Weinperch, vagyis "szőlőhegy" néven, ami a 17. században változott Weinburgra) 1248-ban említik először; 1283-ban már saját egyházközsége volt. A falu Waasen várának uradalmához tartozott; a vár a 18. században lakatlanná vált, a romos épületet pedig építőanyagért szétbontották; ma már csak néhány falmaradvány látható belőle az erdőben. Jelentősebb birtokosai az Auersperg (akik közül heten a templom kriptájában vannak eltemetve) és a Grechtler családok voltak. 
A 19. század végén a Pielach völgyében vezető mariazelli vasút kiépítése gazdasági fellendülést hozott a településre. 1912-ben megalakult a Constantia Teich fémfóliákat gyártó üzem, amely ma is a község legfontosabb munkaadója. A második világháború végén, 1945 áprilisában a front Weinburg közelébe érkezett és a szovjet tüzérség lőtte is a házakat, de itteni harcokra végül nem került sor. 
A község 1970-ben kapta a címerét.

## Lakosság
A weinburgi önkormányzat területén 2024 januárjában 1399 fő élt. Lakosságszáma 1961 óta gyarapodó tendenciát mutat. 2022-ben az ittlakók 97,5%-a volt osztrák állampolgár; a külföldiek közül 0,5% a régi (2004 előtti), 1,4% az új EU-tagállamokból érkezett. 0,3% a volt Jugoszlávia (Horvátország és Szlovénia kivételével) vagy Törökország; 0,3% egyéb ország polgára volt. 2001-ben a lakosok 91,1%-a római katolikusnak, 2,1% evangélikusnak, 1,6% mohamedánnak, 5,2% pedig felekezeten kívülinek vallotta magát. Ugyanekkor a legnagyobb nemzetiségi csoportot a németek (97,6%) mellett a horvátok alkották 8 fővel (0,6%). 
A népesség változása:

| 2016 | 1 319 |
| 2018 | 1 337 |

## Látnivalók
- a Keresztelő Szt. János-plébániatemplom
- az 1910-ben kiépített, Bécset ellátó vízvezeték

## Fordítás
- Ez a szócikk részben vagy egészben  a   Weinburg című német Wikipédia-szócikk ezen változatának fordításán alapul.  Az eredeti cikk szerkesztőit annak laptörténete sorolja fel. Ez a jelzés csupán a megfogalmazás eredetét és a szerzői jogokat jelzi, nem szolgál a cikkben szereplő információk forrásmegjelöléseként.